# Kinda Kinks
Kinda Kinks je druhé studiové album anglické rockové kapely The Kinks. Bylo nahráno hned po jejím návratu z asijského turné a bylo dokončeno a vydáno během dvou týdnů. Proto byla výroba alba uspěchána a kvůli nátlaku nahrávací společnosti nebyl čas vyřešit některé nedostatky. Podle Raye Daviese nebyla kapela s jeho výslednou podobou naprosto spokojená.
Album je známé, protože obsahuje singl "Tired of Waiting for You", který dosáhl prvního místa v UK Singles Chart. Album se umístilo na třetím místě v UK Albums Chart.

## Seznam skladeb
Autorem všech skladeb je Ray Davies, pokud není uvedeno jinak.

### Vydání ve Spojeném království

#### Strana 1
1. "Look for Me Baby" – 2:17
2. "Got My Feet on the Ground" (Ray Davies/Dave Davies) – 2:14
3. "Nothin' in the World Can Stop Me Worryin' 'Bout That Girl" – 2:44
4. "Naggin' Woman" (Anderson, West) – 2:36
5. "Wonder Where My Baby Is Tonight" – 2:01
6. "Tired of Waiting for You" – 2:31

#### Strana 2
1. "Dancing in the Street" (Marvin Gaye, William "Mickey" Stevenson, Ivy Jo Hunter) – 2:20
2. "Don't Ever Change" – 2:25
3. "Come On Now" – 1:49
4. "So Long" – 2:10
5. "You Shouldn't Be Sad" – 2:03
6. "Something Better Beginning" – 2:26

#### Bonusové skladby z CD reedice
1. "Ev'rybody's Gonna Be Happy" – 2:16
2. "Who'll Be the Next in Line" – 2:02
3. "Set Me Free" – 2:12
4. "I Need You" – 2:26
5. "See My Friends" – 2:46
6. "Never Met a Girl Like You Before" – 2:05
7. "Wait Till the Summer Comes Along" (D. Davies) – 2:07
8. "Such a Shame" – 2:19
9. "A Well Respected Man" – 2:43
10. "Don't You Fret" – 2:45
11. "I Go to Sleep" [demoverze] – 2:42

### Vydání ve Spojených státech

#### Strana 1
1. "Look for Me Baby" – 2:17
2. "Got My Feet on the Ground" (R. Davies/D. Davies) – 2:14
3. "Nothin' in the World Can Stop Me Worryin' 'Bout That Girl" – 2:44
4. "Wonder Where My Baby Is Tonight" – 2:01
5. "Set Me Free" – 2:12

#### Strana 2
1. "Ev'rybody's Gonna Be Happy" – 2:16
2. "Dancing in the Street" (Gaye, Stevenson, Hunter) – 2:20
3. "Don't Ever Change" – 2:25
4. "So Long" – 2:10
5. "You Shouldn't Be Sad" – 2:03
6. "Something Better Beginning" – 2:26